# The Embezzler (film, 1914)
The Embezzler est un film muet américain réalisé par Allan Dwan et sorti en 1914.

## Fiche technique
- Réalisation : Allan Dwan
- Scénario : Allan Dwan
- Durée : 20 minutes
- Date de sortie : États-Unis : 31 mars 1914

## Distribution
- Murdock MacQuarrie : John Spencer
- Pauline Bush : la sœur de John Spencer
- William C. Dowlan : Arthur Bronson
- Lon Chaney : J. Roger Dixon
- William Lloyd : William Perkins
- Richard Rosson
- Gertrude Short